# Marie-Anne d'Autriche (1610-1665)
Marie-Anne d'Autriche, née le 13 janvier 1610 à Graz dans le duché de Styrie et morte le 25 septembre 1665 à Munich dans l'électorat de Bavière, est une électrice consort bavaroise et palatine par mariage avec son oncle l'électeur Maximilien Ier de Bavière. Elle est électrice consort de Bavière du 15 juillet 1635, date de son mariage, au 27 septembre 1651 et électrice consort palatine du 15 juillet 1635 au 24 octobre 1648.

## Biographie
Maximilien de Bavière, de 37 ans son aîné, veuf d'Élisabeth de Lorraine (1574-1635) et sans enfant, a choisi la cause catholique pendant la guerre de Trente Ans et prend part à la coalition contre son cousin protestant, l'électeur Frédéric V du Palatinat qui, soutenant les Tchèques révoltés contre l'empereur, s'est fait proclamer roi de Bohême. Après la déroute des armées tchèques et palatines à la bataille de la Montagne Blanche en 1620, l'empereur transfère à Maximilien de Bavière la dignité électorale retirée à Frédéric. Par la suite, selon les péripéties du conflit, Maximilien louvoie entre le camp de l'empereur et celui des Franco-Suédois, avec qui il signe la trêve d'Ulm en 1647. Les traités de Westphalie, en 1648, le laissent en possession d'un État ravagé et appauvri mais agrandi du Haut-Palatinat tandis que le Palatinat rhénan est restitué à Charles-Louis, fils de Frédéric.

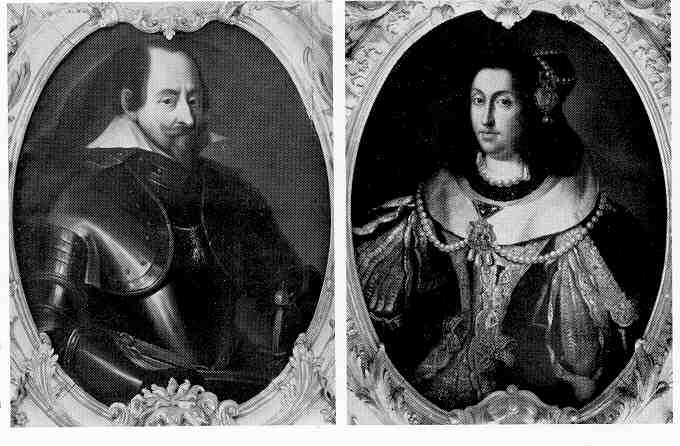
Marie-Anne d'Autriche et son époux,

Marie-Anne donne naissance à deux fils, ce qui consolide la maison de Wittelsbach :
- Ferdinand-Marie de Bavière (1636-1679) qui succède à son père et épouse en 1652 Henriette de Savoie (1636-1676), fille de Victor-Amédée Ier, duc de Savoie ;
- Maximilien-Philippe (en) (1638-1706) épouse en 1668 Fébronie de La Tour-d'Auvergne, fille de Frédéric-Maurice de La Tour d'Auvergne, duc de Bouillon.

L'électeur s'éteint en 1651 et son fils Ferdinand-Marie devient le second électeur de Bavière à l'âge de 15 ans. Marie-Anne, par le testament de son mari, devient régente de Bavière ; l'administrateur impérial en Bavière et Saxe tente de s'y opposer en invoquant la Bulle d'or qui écarte les femmes du pouvoir mais Marie-Anne, avant la mort de son mari, convoque une commission d'experts qui légalise son autorité. Cependant, Albert de Bavière, frère du défunt, parvient à évincer Marie-Anne de la régence ; celle-ci ne garde que la supervision des affaires judiciaires.
L'année suivante, le jeune souverain épouse une princesse de Savoie, parce qu'elle est la petite-fille d'Henri IV de France et que l'influence de la France croissait en Allemagne. Ils ont rapidement une descendance.
Marie-Anne meurt en 1665 à l'âge de 55 ans. Elle est enterrée à l'église Saint-Michel de Munich tandis que son cœur repose dans le sanctuaire de Notre-Dame d'Altötting.